# V Aquilae
 V Aquilae är en halvregelbunden variabel (SRB) i stjärnbilden Örnen.
Stjärnan varierar mellan visuell magnitud +6,67 och 7,22 med en period som uppskattats till ungefär 407 dygn.